# 愛是永恆
《愛是永恆》是一首由香港歌手張學友演唱的粵語歌曲，收錄於其在1997年1月發行的粵語錄音室專輯《不老的傳說》中，是該張專輯的冠軍歌曲之一。而在同年公演的音樂劇《雪狼湖》中，該首歌曲作為音樂劇的閉幕曲。隨後配合《雪狼湖》國語版的製作，也將該首歌曲灌錄國語版，由張學友與林明陽共同填詞。

## 介紹
《愛是永恆》一曲由新加坡音樂家李迪文作曲，並由香港著名填詞人林振強作詞，首次收錄於張學友的錄音室專輯《不老的傳說》中，是該張專輯的第二主打歌曲。《愛是永恆》作為同年下旬公演的著名音樂劇《雪狼湖》的閉幕曲，該曲第一次出現在《雪狼湖》中是第一幕的高潮處部份，當男主角胡狼向女主角寧靜雪在湖中的小艇上表白時所唱出。
《愛是永恆》是音樂劇《雪狼湖》最為被人熟知的單曲之一，亦被很多人認為是《雪狼湖》的主題曲，自1997年公開推出后，成為粵語流行音樂的經典曲目之一，曾被多位知名歌手翻唱，其中最廣為人知的是2004年杜麗莎在無線電視節目中的翻唱，亦被張學友認為是最好的翻唱。張學友曾多次在大型表演中選唱《愛是永恆》，包括大型個人演唱會以及一些重要的慈善表演。
《愛是永恆》多次被香港廣告商選定為廣告背景音樂，包括鐵達時曾將該首歌曲作為廣告歌。在2003年的電影《金雞2》、2010年的電影《72家租客》（與模仿他唱腔的王祖藍）中，張學友亦有唱出《愛是永恆》。他也有在2011年，鄧光榮的喪禮獻唱該曲。

### 雪狼湖
在音樂劇《雪狼湖》中，《愛是永恆》是唱出頻率最高的歌曲之一；亦被當做整剧的閉幕曲。《愛是永恆》第一次由男主角胡狼於第一幕中與寧靜雪在湖中划船時唱出；而後在第二幕的尾聲，胡狼抱著寧靜雪的屍體沉湖后，再次由全體演員唱出。可是，在學友光年世界巡迴演唱會，該曲卻是改版《雪狼湖》的揭幕曲。

## 成績
1997年第一季：
| 歌曲     | 903 專業推介 | RTHK 中文歌曲龍虎榜 | 997 勁爆流行榜 | TVB 勁歌金榜 |
| -------- | ------------ | ------------------- | -------------- | ------------ |
| 愛是永恆 | 冠軍         | 冠軍                | 冠軍           | 冠軍         |

## 獎項
- 1997年度十大中文金曲頒獎典禮
  - 「十大中文金曲」：《愛是永恆》
  - 全年銷量冠軍大獎──不老的傳說
  - 四台聯頒大碟獎
- 1997年度十大勁歌金曲頒獎典禮
  - 勁歌第一季季選金曲──愛是永恆
  - 十大勁歌金曲──愛是永恆
  - 四台聯頒傳媒大獎——演唱歌曲——爱是永恒
- 1997年度叱咤樂壇流行榜頒獎典禮
  - 叱咤樂壇大碟IFPI大獎──不老的傳說
- 1997年度新城勁爆頒獎禮
  - 「新城勁爆情歌」：《愛是永恆》
  - 「金心情歌本地金心情歌」：《愛是永恆》
  - 新城勁爆舞台演繹獎──雪狼湖
  - 新城勁爆全年最佳大碟──雪狼湖
- 其他
  - 「有線YMC至尊榜至尊最愛廣東歌曲」：《愛是永恆》
  - IFPI金唱片銷量獎──不老的傳說

## 衍生作品

### 亞視永恆
《亞視永恆》是2015年二次創作歌曲，改編自張學友的《愛是永恆》，諷刺亞洲電視陷入行政混亂以及節目質素下降之外仍未倒閉，曾流出多個不同版本。2015年6月開始，香港網絡媒體毛記電視的音樂節目《勁曲金曲》開播，《亞視永恆》開始時常出現於《勁曲金曲》金榜中，在2016年2月1日之前一直從沒落榜。且歌詞每次亦有不同，當中「亞視會，永遠都存在」便已經多次出現。2015年8月23日，河國榮以岩布仙尼的裝束，出席假借何韻詩演唱會場地的「勁曲金曲優秀選」，現場演唱得獎歌曲《亞視永恆》。《亞視永恆》雖然長期在「勁曲金曲」金榜之上，但也從未成為過冠軍歌。《亞視永恆》在2016年1月的《第一屆十大勁曲金曲分獎典禮》更獲得「曲金曲獎」的殊榮。隨著財困問題於2017年結束，亞視不單沒有倒閉，反而於翌年起轉型為網絡電視，並透過OTT平台廣播節目，「亞視永恆」之說再次不脛而走。